# Rodolfo Esteban Cardoso
Rodolfo Esteban Cardoso (Azul, Argentina, 17 de octubre de 1968) es un exjugador y exentrenador de fútbol argentino, que pasó la mayor parte de su carrera como jugador en Alemania. En su etapa como jugador profesional se desempeñaba como centrocampista.

## Trayectoria como jugador
Comenzó su carrera como jugador profesional en 1987, con Estudiantes de La Plata. En 1989, fichó por el equipo alemán FC Homburgo. Luego jugó para el SC Friburgo y el Werder Bremen, antes de fichar por el Hamburgo SV en 1997.
Entre 1998 y 1999, regresó a la Argentina en calidad de cedido a Boca Juniors y luego a Estudiantes de La Plata. Regresó a Alemania en 1999 y continuó jugando para el Hamburgo hasta su retiro en 2004.

## Selección nacional
Fue internacional con Argentina en 8 ocasiones y convirtió un gol. En 1997, fue convocado para disputar la Copa América.

### Participaciones en Copas América
| Copa              | Sede    | Resultado        |
| ----------------- | ------- | ---------------- |
| Copa América 1997 | Bolivia | Cuartos de final |

## Trayectoria como entrenador
Se convirtió en entrenador del Hamburgo SV II el 18 de diciembre de 2008, después de que fueran despedidos Karsten Bäron y su asistente Frank Pieper. Se convirtió en asistente del entrenador del primer equipo el 14 de marzo de 2011. Volvió a entrenar a la reserva hasta que regresó al primer equipo como entrenador interino el 19 de septiembre de 2011, cuando Michael Oenning fue despedido. De esta manera, se convirtió en el primer entrenador latinoamericano en la historia de la Bundesliga. No tenía la licencia de entrenador del primer equipo, debido a esto, no se le permitió continuar en su papel de entrenador interino y fue relegado al puesto de ayudante de campo. Frank Arnesen asumió el cargo de entrenador interino. Volvió al equipo de la reserva el 17 de octubre de 2011, hasta que fue una vez más el entrenador interino del primer equipo del 17 al 24 de septiembre de 2013, cuando Bert van Marwijk fue contratado como nuevo entrenador. Volvió a dirigir en el equipo de reserva hasta el final de la temporada 2013-14. En 2015, dirigió al equipo de reserva y el sub-16 del Hamburgo. Fue ojeador del club hasta 2018, cuando fue entrenador asistente del mismo por un leve período.

## Clubes

### Como jugador
| Club                               | País      | Año       | Partidos | Goles |
| ---------------------------------- | --------- | --------- | -------- | ----- |
| Estudiantes de La Plata            | Argentina | 1987-1989 | 75       | 9     |
| FC Homburgo                        | Alemania  | 1989-1993 | 125      | 13    |
| SC Friburgo                        | Alemania  | 1993-1995 | 63       | 28    |
| Werder Bremen                      | Alemania  | 1995-1996 | 32       | 2     |
| Hamburgo SV                        | Alemania  | 1997-2004 | 111      | 17    |
| → Boca Juniors (cedido)            | Argentina | 1998      | 11       | 1     |
| → Estudiantes de La Plata (cedido) | Argentina | 1998-1999 | 34       | 4     |

### Como entrenador
| Club                             | País     | Año       |
| -------------------------------- | -------- | --------- |
| Hamburgo SV sub-19               | Alemania | 2005-2008 |
| Hamburgo SV II                   | Alemania | 2008-2011 |
| Hamburgo SV (asistente)          | Alemania | 2011      |
| Hamburgo SV II                   | Alemania | 2011      |
| Hamburgo SV (interino)           | Alemania | 2011      |
| Hamburgo SV (asistente interino) | Alemania | 2011      |
| Hamburgo SV II                   | Alemania | 2011-2013 |
| Hamburgo SV (interino)           | Alemania | 2013      |
| Hamburgo SV II                   | Alemania | 2013-2014 |
| Hamburgo SV sub-16               | Alemania | 2014-2015 |
| Hamburgo SV II (interino)        | Alemania | 2015      |
| Hamburgo SV sub-16               | Alemania | 2015      |
| Hamburgo SV (ojeador)            | Alemania | 2015-2018 |
| Hamburgo SV (asistente)          | Alemania | 2018      |

## Palmarés

### Campeonatos nacionales
| Título                      | Club        | País     | Año  |
| --------------------------- | ----------- | -------- | ---- |
| Copa de la Liga de Alemania | Hamburgo SV | Alemania | 2003 |